# Ніжин (автостанція)
Автовокзал «Ніжин» — автобусний вокзал у місті Ніжин (Чернігівська область), розташований за адресою: провулок Урожайний, поблизу залізничної станції ««Ніжин»». Станом на 2011 рік автовокзал обслуговує щодоби близько 190 автобусів. Режим роботи з 4:20 до 20:00.
Сучасну будівлю автовокзалу, збудовано в 1985 році, до цього автовокзал розташовувався у центрі Ніжина на колишній торговій площі Нового міста перед Спасо-Преображенською церквою. Автовокзал споруджений за проектом Державного автотранспортного проектного інституту, розрахований на 300 місць і на щодобове обслуговування 200 автобусів. В 2001 р. для зручності пасажирів на площі Заньковецької було відкрито автостанцію «Ніжин-2»
В будівлі автовокзалу діє готель.